# まかべまお
まかべ まお（Mao Makabe、1983年12月13日 - ）は、日本のレースクイーン、歌手・タレント。静岡県・浜松市出身。マイランドディレクション代表。愛称は「まおまお」。

## 人物・来歴
- 幼稚園の頃からの夢だった歌手を夢見て上京。ショップ店員を経て2005年よりセクシーグラビアユニット『Welcome』の一員として活動[1]したが、わずか1年で脱退[2]。その後現事務所に移籍しレースクイーン活動を行う傍ら、芸能人女子フットサルチーム『OMIASHI』に所属（背番号は「1」。フィールドプレーヤーの際、背番号は「4」）したり、歌手としてライブ活動を行うなど、幅広く活躍している。
- 2017年に個人事務所Misland DIRECTION（マイランドディレクション）を設立[3]。
- 趣味はネイルアート、カラオケ、料理。特技はスノーボード。
- 妹が2人いる[4]。
- 『恋のから騒ぎ』14期生だった斎藤由季子[5]や、氷浦紫[6]、星河ユカリ[7]と仲が良く、特に『OMIASHI』にも在籍したことのある氷浦とは仕事のみならず、プライベートでも交流が深い。

## 主な活動

### レースクイーン
- スーパー耐久「RUN UP SPORTS」（2007年）
- D1グランプリ「K&L JAPAN」（2007年）
- MFJスーパーバイク「CLUB Y's」（2009年）
- NankaiRacingTeam（2012年）
- スーパー耐久 AS Racing×くまのグル～ミ～ コラボ! キャラ車レーシングチーム　グル～ミ～レーシングジーナスレースクイーン（2013年 - 2015年）

### その他
- オタ芸ユニット『ロマンス☆サンダース』メンバー
- 上海国際博覧会の日本産業館ステージLIVE出演（2010年9月9日）
- サンスポアイドルリポーター候補生（SIR20）として活動（2011年10月 - 2012年1月）
- 日台友好フェスまつりイン台湾LIVE出演（2011年12月3日）
- 日台友好フェスまつりイン台湾LIVE出演（2013年）
- 豊橋ぽぷかる天国（2013年）
- ニコニコ超会議（2014年）
- 上海アジア音楽祭（2016年）
- 豊橋まつり（2017年）
- ええじゃないか!? 豊橋ぽぷかる2019（2019年）
- CWT（コミックワールド台湾）（2020年）

## リリース作品

### コンピレーションアルバム
- アニメ☆ダンス presents もえ☆ダンス（FARM RECORDS・2009年5月27日発売） - 「Over The Future」（可憐Girl's）をカヴァー
- 愛　LOVE Jユーロ（FARM RECORDS・2009年12月16日発売） - 「悲しみよこんにちは」（斉藤由貴）をカヴァー
- 激Love Jユーロ〜J POP COVER BEST〜（FARM RECORDS・2010年11月3日発売）-　「HONEY」（KARA）をカヴァー

### シングル
- 1st「SPIRAL」（J Tunes・2010年12月13日発売）
- 2nd「春色グラフィティ」（J Tunes・2012年3月13日発売）

### アルバム
- 1st「まかべすと2012」（J Tunes・2012年12月9日発売）
  1. モノクロームシンパシー
  2. 引力
  3. Addicted Love
  4. TRIANGLE
  5. 春色グラフィティ
  6. ホッピーdeハッピー!
  7. 走れ!僕のハート
  8. SPIRAL
  9. 群青～そばにいて欲しくて～
  10. モノクロームシンパシー（Instrumental）
  11. Addicted Love（Instrumental）
- 2nd「Ring the Alarm」（J Tunes・2013年12月12日発売）

### イメージDVD
真壁万緒 名義
1. Waoo!! Vol.3 真壁万緒（2007年2月25日、ジェンズエンターテインメント）
2. 現役レースクィーン vol.5 真壁万緒（2008年2月15日、クィーンアリス）
3. my room 真壁万緒（2008年6月27日、オルスタックピクチャーズ）